# 広中 (小惑星)
広中（ひろなか、6978 Hironaka）は、小惑星帯にある小惑星。北海道の円舘金と渡辺和郎が発見した。
1970年にフィールズ賞を受賞した日本人の数学者、広中平祐から名付けられた。